# Melechesh
Melechesh je izraelski black metal-sastav. U svojoj glazbi koriste bliskoistočne utjecaje te tekstove o mezopotamskoj i sumerskoj mitologiji.

## Povijest sastava
Sastav je 1993. osnovao Ashmedi kao solo projekt, no iduće godine pridružuju mu se gitarist Moloch i bubnjar Lord Curse. Ime sastava na hebrejskom znači "kralj vatre". Njihov prvi demo As Jerusalem Burns... i EP The Siege of Lachish privukli su pozornost metal obožavatelja, ali i lokalnih vlasti, koje su ih optužile za "mračne kultne aktivnosti", no optužbe su s vremenom odbačene. Godine 1996. objavljuju prvi studijski album As Jerusalem Burns...Al´Intisar pod američkom izdavačkom kućom. Dvije godine kasnije, zbog osobnih i profesionalnih razloga, sastav se seli u Amsterdam. Nakon toga objavljuju albume Djinn 2001., Sphynx 2003., te hvaljeni Emissaries 2006., kojeg mnogi smatraju njihovim najboljim izdanjem. Idući album The Epigenesis objavili su 2010., u sklopu čije promocije su krenuli na europsku turneju, te su nastupili i u Zagrebu 2011. zajedno sa sastavima Nile i Dew-Scented, te ponovno dvije godine kasnije s Vaderom. U ljeto 2013., sastav su napustili dugogodišnji gitarist Moloch, kako bi se posvetio akademskoj karijeri, te bubnjar Xul. Međutim, Moloch te bivši bubnjar Lord Curse se već iduće godine vraćaju te sastav 2015. godine objavljuje svoj šesti studijski album Enki nazvanog prema bogu u Sumerskoj mitologiji.

## Članovi sastava
Trenutačna postava
- Ashmedi - vokal, gitara, klavijature, udaraljke (1993.-)
- Lord Curse - bubnjevi, udaraljke (1994. – 1999., 2014.-)
- Moloch - gitara (1995. – 2013., 2014.-)
- Tsel - bas-gitara (2016.-)

Bivši članovi
- Thamuz - bas-gitara (1994. – 1995.)
- Uusur - bas-gitara (1995. – 1996.)
- Al Hazred - bas-gitara, vokal (1996. – 2008.)
- Cimeries - klavijature (1996.)
- Proscriptor McGovern - bubnjevi, vokal, udaraljke (1999. – 2005.)
- Xul - bubnjevi (2005. – 2013.)
- Rahm - bas-gitara (2010. – 2011.)
- Sirius - gitara (2013.)
- Scorpios - bas-gitara, prateći vokal (2013. – 2016.)

## Diskografija
Studijski albumi
- As Jerusalem Burns...Al´Intisar (1996.)
- Djinn (2001.)
- Sphynx (2003.)
- Emissaries (2006.)
- The Epigenesis (2010.)
- Enki (2015.)

EP-ovi
- The Siege of Lachish (1995.)
- The Ziggurat Scrolls (2004.)
- Mystics of the Pillar II (2012.)

## Vanjske poveznice
- Službena stranica